# Aleuritopteris scioana
Aleuritopteris scioana är en kantbräkenväxtart som först beskrevs av Emilio Chiovenda, och fick sitt nu gällande namn av Fraser-jenk. och Dulawat. Aleuritopteris scioana ingår i släktet Aleuritopteris och familjen Pteridaceae. Inga underarter finns listade.